# Église Sant'Eusebio (Pavie)
Pour les articles homonymes, voir Église Sant'Eusebio.
L'église Sant'Eusebio (français : Église Saint-Eusèbe) est une église de Pavie, en Italie du Nord. Elle date, en partie, du VIIe siècle.

## Histoire
L'église est construite comme cathédrale arienne par Rothari, roi des Lombards, au VIIe siècle. Elle devient par la suite le centre de la conversation des Lombards au catholicisme, sous l'impulsion de Théodelinde.

## Description
La partie la plus ancienne de l'église est la crypte, qui date du VIIe siècle et est un exemple d'architecture lombarde.

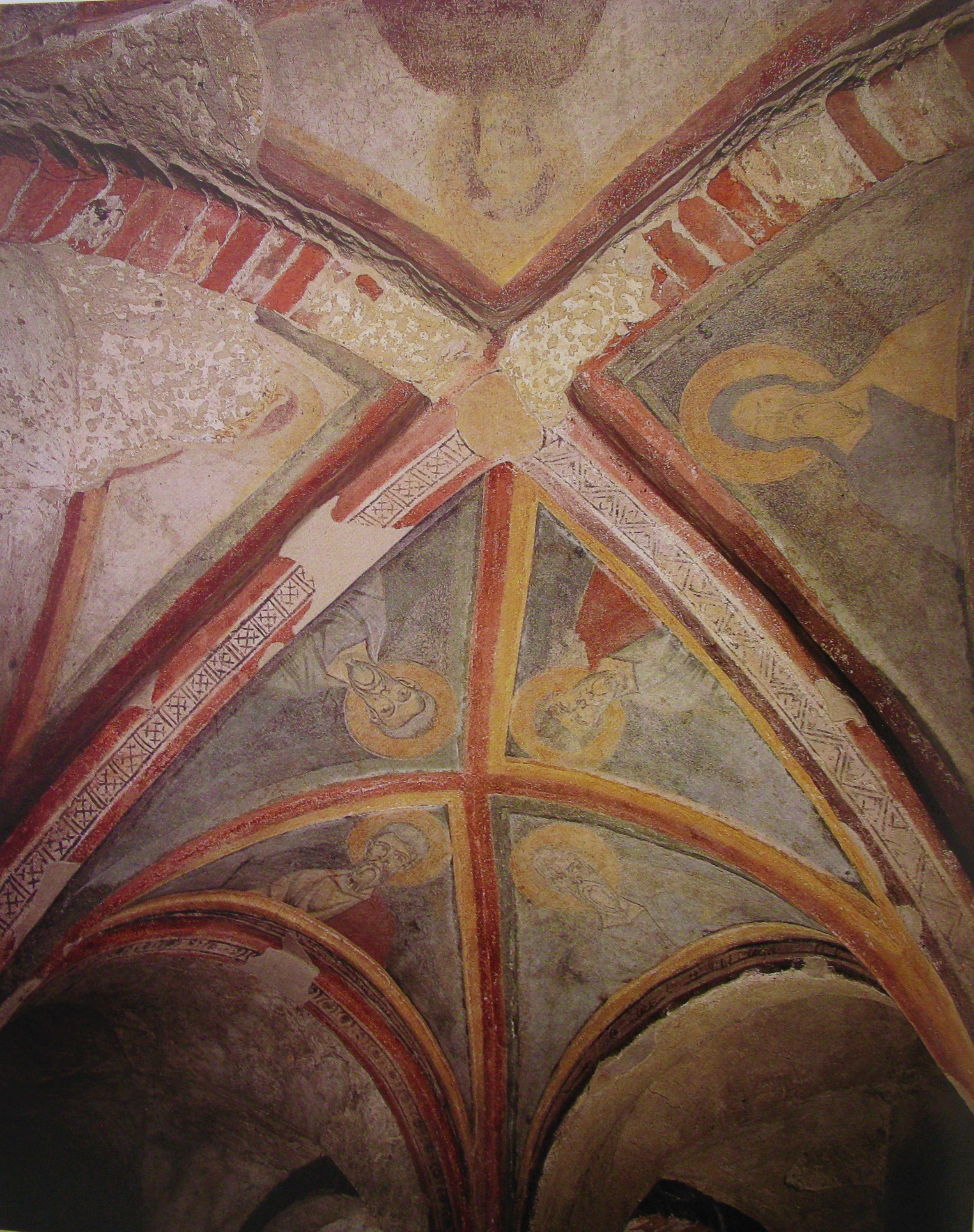
Les fresques de la crypte, XIIe siècle.

L'église de Sant'Eusebio est mentionnée dans l'Historia Langobardorum de Paul Diacre. À partir du VIIe siècle. le périmètre de l'abside demeure aujourd'hui. La crypte remonte aux interventions de reconstruction du XIe siècle qui ont affecté l'église, qui a subi de nombreuses altérations en 1512 et au cours du XVIIe siècle, pour être détruite et reconstruite au XVIIIe siècle. En 1923, il a été décidé de le démolir définitivement dans le cadre d'une "réorganisation" urbaine de la zone, d'où émergeraient l'actuelle Piazza Leonardo da Vinci et l'isolement évocateur et anti-historique des tours. La crypte, bien que remaniée à l'époque romane, conserve encore quelques chapiteaux de l'époque lombarde qui s'écartent de l'art classique par des formes originales inspirées de l'orfèvrerie. On pensait qu'elles étaient à l'origine recouvertes de pâte de verre ou de grosses pierres colorées, ce qui aurait donné un aspect plus majestueux et gracieux à l'ensemble ; l'un est divisé en champs fermés triangulaires, rappelant les fibules alvéolées contemporaines, tandis qu'un second présente des ovales longitudinaux, semblables à de grandes feuilles d'eau, qui semblent dériver des fibules "cigales" utilisées chez tous les orfèvres barbares de modèles orientaux. Les voûtes de ce dernier conservent des fresques, de style byzantin, représentant des bustes de saints datant de la seconde moitié du XIIe siècle. Pour visiter la crypte, il est nécessaire de contacter les Musées Civiques de Pavie.